# Soustružnická
Soustružnická je ulice v Hloubětíně na Praze 14, která vede od křižovatky ulic Šestajovická, Svépravická a Vaňkova směrem na severozápad a má slepé zakončení. Protíná ji ulice Klánovická.

## Historie a názvy
Nazvána je podle profese soustružníka, který pracuje na soustruhu. Název patří do stejné skupiny jako Slévačská, Nástrojářská a Zámečnická. Ulice je součástí sídliště Hloubětín, vznikla a byla pojmenována v roce 1962.

## Zástavba a charakter ulice
U křižovatky s Klánovickou dominují dvanáctipodlažní věžové domy s plochými střechami. V jižním úseku od Klánovické je jednosměrná.

## Budovy a instituce
- Penny Market, Poděbradská 489/116
- Zdravotnické zařízení, ulice Klánovická 487/2a